# Can Cinto Xuà
Can Cinto Xuà és una casa situada al barri vell de l'Escala, al carrer de la Torre, 35, prop de la platja de l'antic port. És una de les poques cases que encara manté la típica estructura de casa de pescadors, sense cap intervenció de la segona meitat del segle xx, i l'única que es pot visitar. Va ser edificada en el segle xvii per la família Callol, de pescadors i corallers. Consta de dues habitacions a baix, separades per la caixa d'escala. En una es conserven els fogons de carbó, la llar de foc i el forn del segle XVIII; a l'altra hi ha la cuina de principis del XX i el rebost, que comunicava amb un antic pati i graner que donava al carrer Sant Pere. Al pis de dalt hi ha tres habitacions, una de les quals és una alcova. La casa s'ha museïtzat des del Museu de l'Anxova i de la Sal, amb objectes donats de moltes llars escalenques per poder explicar com era la vida quotidiana durant els segles XVII, XVIII, XIX i fins a l'arribada del turisme.